# 無限

∞は無限を示す記号である

無限（むげん、infinity、∞）とは、限りの無いことである。
「限界を持たない」というだけの単純に理解できそうな概念である一方で、有限な世界しか知りえないと思われる人間にとって、無限というものが一体どういうことであるのかを厳密に理解することは非常に難しい問題を含んでいる。このことから、しばしば哲学、数学、論理学や自然科学などの一部の分野において考察の対象として無限という概念が取り上げられ、そして深い考察が得られている。
本項では、数学などの学問分野において、無限がどのように捉えられ、どのように扱われるのかを記述する。

## 無限に関する様々な数学的概念

ペアノ曲線の構成を三回反復したもの。無限に反復した極限で空間充填曲線となる。

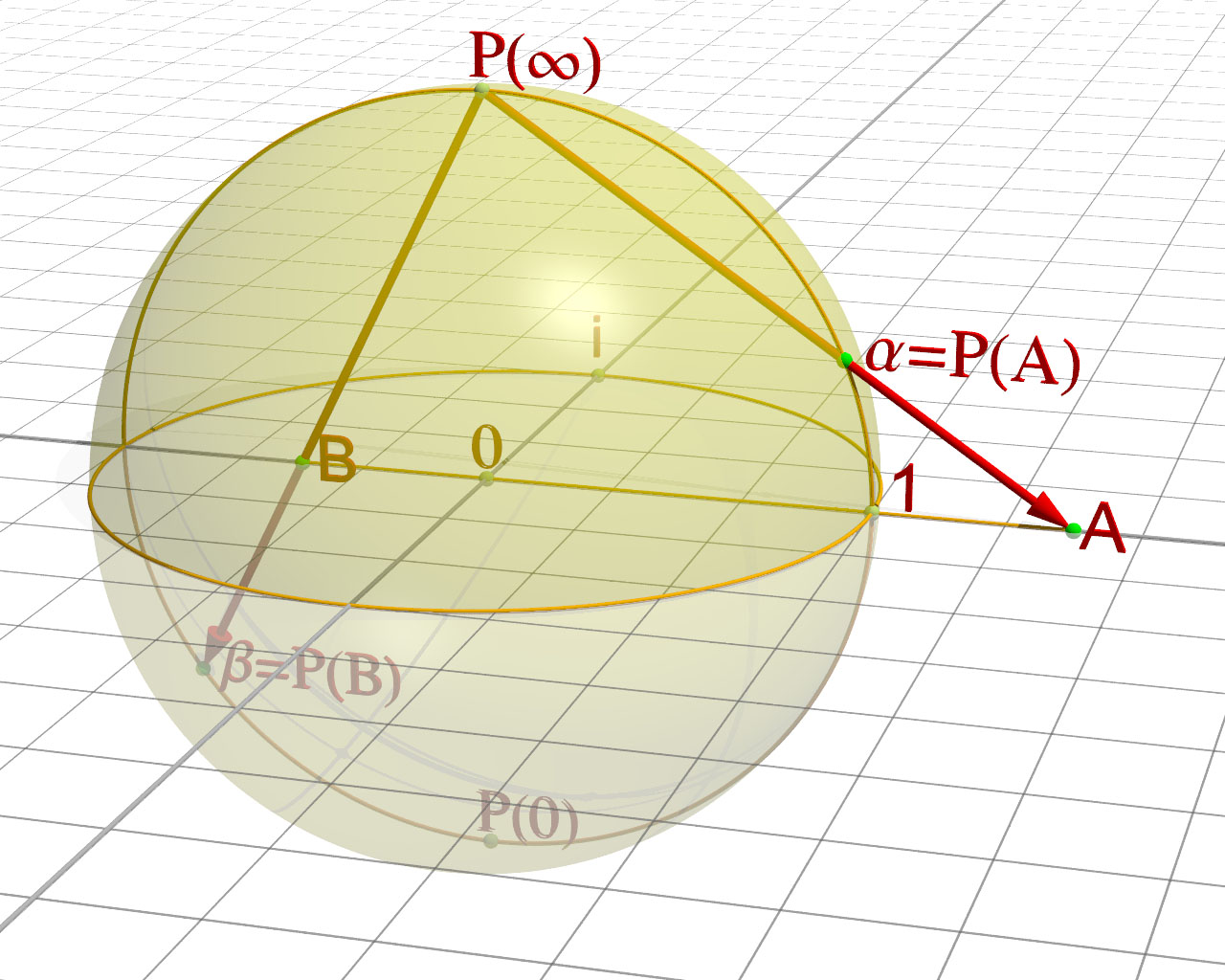
複素数 A をリーマン球面上の一点 α に写す立体射影。共形同値

無限大
記号∞ （アーベルなどはこれを 1 / 0 のように表記していた）で表す。
大雑把に言えば、いかなる数よりも大きいさまを表すものであるが、より明確な意味付けは文脈により様々である。例えば、どの実数よりも大きな（実数の範疇からはずれた）ある特定の“数”と捉えられることもある（超準解析や集合の基数など）し、ある変量がどの実数よりも大きくなるということを表すのに用いられることもある（極限など）。無限大をある種の数と捉える場合でも、それに適用される計算規則の体系は1つだけではない。実数の拡張としての無限大には ∞ (+∞) と −∞ がある。大小関係を定義できない複素数には無限大の概念はないが、類似の概念として無限遠点を考えることができる。また、計算機上では（本来なら考えない数だが）たとえば「∞+i」のような数を扱えるものも多い。
無限小(infinitesimal)
（0を除く）いかなる数よりも（その絶対値が）小さな数ととられることもある記号あるいは拡張された数。無限大と同じく、これは1つの数を表すものではなく、限りなく小さくなりうる変数と考える。微分積分学における dx などの記号は、これが無限小であるとする考え方は、19世紀を通じて否定されるようになったが、20世紀後半からは、超準解析の立場から見直されるようになった。

感覚的には分かり易いと思われる直観的な無限大・無限小の概念ではあるが、現代的な実数論には直接的には存在しない（いわゆる ε-δ 論法によって量的に扱われる）。一方で、超準解析などにおいては数学的に定式化され、その存在を肯定される。
無限遠点
ユークリッド空間で平行に走る線が、交差するとされる空間外の点あるいは拡張された空間における無限遠の点。平行な直線のクラスごとに1つの無限遠点があるとする場合は射影空間が得られる。この場合、無限遠点の全体は1つの超平面（無限遠直線、無限遠平面 etc.）を構成する。また全体でただ1つの無限遠点があるとする場合は（超）球面が得られる。複素平面に1つの無限遠点 ∞ を追加して得られるリーマン球面は理論上きわめて重要である。無限遠点をつけ加えてえられる射影空間や超球面はいずれもコンパクトになる。
無限集合
有限集合（その要素の数が自然数で表せる集合）でない集合。
可算無限集合
自然数全体 N からの全単射が存在する、すなわち数え上げ可能な無限集合。整数の全体、有理数の全体、代数的数の全体などはそうである。
非可算集合
自然数全体 N からの全単射が存在しない、すなわち数え上げ不可能な無限集合。実数の全体、複素数の全体などはそうである。
無限小数
その小数表示が有限の桁ではない数。
無限列
数（あるいは点などの要素）に番号を付けて無限に並べたもの、つまり長さが無限の数列、点列など。より厳密には自然数全体の集合 N 上で定義される写像。

## 歴史
紀元前400年から西暦200年頃にかけてのインド数学では、膨大な数の概念を扱っていたジャイナ教の学者たちが早くから無限に関心をもった。教典の一つである「スーリヤ・プラジュニャプティ」(Surya Prajnapti)では、すべての数は可算、不可算、無限の3種類に分類できるとしている。さらに無限には、1方向の無限、2方向の無限、平面の無限、あらゆる方向の無限、永遠に無限の5種類があるとした。これにより、ジャイナ教徒の数学者は現在でいうところの集合論や超限数の概念を研究した。

## 無限大記号の由来
「ウロボロスが由来となっている。」や、「ジョン・ウォリスが無限大の記号として採用したのが最初である。」などの説が存在するが、「ローマ数字のↀ(CIƆ)が変化したものである。」という説が有力とされている。

## 超限数
ドイツの数学者ゲオルク・カントールは、無限には異なる種類があることを見出し、これを超限数と名付けた。現代数学では濃度の概念で捉えられる。
超限数は {\displaystyle \aleph }（アレフ）の記号を用いて表記され、最も濃度が小さいものは {\displaystyle \aleph _{0}}（アレフ・ヌル、またはアレフ・ゼロ）で表される。{\displaystyle \aleph _{0}} の次に大きい濃度を持つ集合の濃度は {\displaystyle \aleph _{1}} で表され、以後同様に {\displaystyle \aleph _{2}} 等が定義される。一方、濃度 {\displaystyle \kappa } を持つ集合の冪集合の濃度は {\displaystyle 2^{\kappa }} で表されるが、この濃度が常に {\displaystyle \kappa } より真に大きくなることがカントールにより証明されている。
自然数全体の集合 N の濃度は {\displaystyle \aleph _{0}} である。整数全体の集合 Z や有理数全体の集合 Q の濃度も {\displaystyle \aleph _{0}} であり、この無限を可算無限と呼ぶ。{\displaystyle 2^{\aleph _{0}}} の濃度を持つ集合としては実数全体の集合 R がある。
カントールは、{\displaystyle \aleph _{0}} より濃度が大きく {\displaystyle 2^{\aleph _{0}}} より濃度が小さい無限は存在しない、つまり、{\displaystyle 2^{\aleph _{0}}=\aleph _{1}} が成り立つという仮説（連続体仮説）を立てたが、これを証明することはできなかった。連続体仮説は、現在では通常の数学の体系からは「証明も反証もできない」ことが証明されている。

## デデキント無限
ある集合が自身と対等な（すなわち同じ濃度を持つ）真部分集合が存在するとき、その集合はデデキント無限であるという。デデキント無限でない集合はデデキント有限であるという。デデキント無限集合は常に無限集合であるが、その逆を証明するには弱い形の選択公理が必要である。無限集合が、デデキント無限集合であるということと、可算無限部分集合を持つことは同値である。

## 符号位置
| 記号 | Unicode | JIS X 0213 | 文字参照                 | 名称   |
| ---- | ------- | ---------- | ------------------------ | ------ |
| ∞    | U+221E  | 1-1-71     | &infin; &#x221E; &#8734; | 無限大 |